# Guelfo Zamboni
Guelfo Zamboni (Santa Sofia, Italia; 25 de octubre de 1896-Roma, Italia; 5 de marzo de 1994) fue un diplomático italiano que salvó a cientos de judíos durante la Segunda Guerra Mundial.
Fue el primer embajador de Italia en Tailandia y ocupó el cargo de 1956 a 1959.
Guelfo Zamboni nació el 22 de octubre de 1896 en Santa Sofía, entonces parte de la Toscana. Sus padres querían que fuera clérigo. Murieron temprano en su vida, dejándolo huérfano. Sin embargo, logró completar sus estudios, enfrentándose a las dificultades de ganarse la vida mientras estudiaba. Después de luchar en la Primera Guerra Mundial, donde se ganó una Medalla de Bronce al Valor Militar y una Cruz al Mérito de Guerra, se graduó de la universidad.
Gracias a las políticas de Mussolini, se convirtió en diplomático. Después de la invasión alemana de Grecia, fue cónsul en Salónica y salvó la vida de cientos de judíos allí.
Después de la guerra, fue puesto a cargo de misiones diplomáticas en Bagdad y Tailandia. Fue embajador de Italia en Bangkok hasta 1959. En 1963, se retiró del cuerpo diplomático y vivió en la oscuridad por décadas después.
En 1992, el Estado de Israel otorgó a Guelfo Zamboni el título de 'Justo entre las Naciones, que se otorga a quienes salvaron judíos durante el Holocausto con riesgo personal para ellos mismos y actuaron por razones puramente altruistas. Por lo tanto, se le otorgó un lugar en el Yad Vashem de Jerusalén, el embajador de Israel en Italia, viajó a Santa Sofia para colocar una piedra en la memoria de Zamboni.